# Toki Tori 2
Toki Tori 2 est un jeu vidéo de réflexion qui est la suite de Toki Tori. Il a été développé par l'entreprise néerlandaise Two Tribes B.V..
Une version mise à jour intitulée Toki Tori 2+ est sortie en 2013 sur les plateformes PC Windows et MacOs puis Linux début 2014.